# Tratado de Hampton Court (1562)
El tratado de Hampton Court de 1562 fue un acuerdo de colaboración firmado por la reina  Isabel I de Inglaterra con el líder de los hugonotes franceses Luis I de Borbón-Condé en el marco de las guerras de religión de Francia el 22 de septiembre.  
Según los términos del acuerdo, Inglaterra daría apoyo militar y económico a los hugonotes, a cambio de que las tropas inglesas ocupasen los puertos franceses de El Havre y Dieppe. En el primer caso se hicieron con la ciudad, pero en el segundo fueron inmediatamente sitiadas y tuvieron que regresar a Inglaterra en diciembre.
Tras la firma del edicto de Amboise en marzo de 1563, por el que se restablecía (momentáneamente) la paz en Francia, la reina inglesa rehusó retirar sus tropas del territorio francés, argumentando que no habían ocupado El Havre por motivos religiosos, sino en compensación por la pérdida de Calais el 7 de enero de 1558, durante las guerras italianas.  
Catalina de Médici, regente de Francia durante la minoría de edad de su hijo Carlos, envió tropas francesas comandada por Anne de Montmorency a recuperar El Havre, que se rindió el 27 de julio de 1563. Sintiéndose traicionada por los hugonotes, Isabel I no volvió a confiar en ellos.
Las relaciones entre Inglaterra y Francia se normalizaron con el tratado de Troyes de 1564.